# 10 Batalion Remontowy
10 Batalion Remontowy (10 brem) – samodzielny pododdział logistyczny Sił Zbrojnych PRL  i okresu transformacji ustrojowej.
Batalion wchodził w skład 10 Sudeckiej Dywizji Pancernej. Stacjonował w Opolu. Przeformowany w 1997 w 8 Rejonowe Warsztaty Techniczne.

## Skład organizacyjny
Dowództwo i sztab	
- kompania remontu pojazdów gąsienicowych	
  - 2 plutony remontu czołgów
  - pluton remontu pojazdów gąsienicowych i sprzętu inżynieryjnego
- kompania remontu uzbrojenia i elektroniki	
  - pluton remontu uzbrojenia
  - stacja kontrolno–remontowa
- kompania remontu pojazdów kołowych	
  - 2 plutony remontu pojazdów kołowych
  - pluton remontu transporterów kołowych
- pluton robót specjalnych	
  - drużyna naprawy elektronicznej i ładowania akumulatorów
  - drużyna spawalnicza
  - 2 drużyny ślusarsko–mechaniczne
  - drużyna kowalsko–blacharska
- pluton remontu sprzętu łączności	
  - 2 drużyny remontu
- pluton ewakuacji
- pluton zaopatrzenia	
  - 2 drużyny zaopatrzenia
  - drużyna gospodarcza
- pluton medyczny

## Dowódcy
W latach 1967 do 1997 dowódcami batalionu remontowego byli:
- ppłk Czesław Okupniak (1967–1975)
- ppłk Józef Suchorski (1975–1990)
- ppłk Henryk Szmidt (1990–1996)
- ppłk Mirosław Bryła (1996–1997)